# Ploščci
Ploščci (znanstveno ime Libellulidae) so družina raznokrilih kačjih pastirjev, v katero uvrščamo približno 1000 vrst, ki živijo po vsem svetu. So bližnje sorodni lebduhom (družina Corduliidae), s katerimi jih včasih združujemo v skupno naddružino Libelluloidea.
Zanesljivo jih prepoznamo po zarezi na zadnjem robu sestavljenih oči in vzorcu ožiljenosti kril: trikotnika na sprednjem in zadnjem krilu sta različne velikosti, oblike ali orientacije, t. i. analna krivulja pa ima obliko stopala.  Številne vrste imajo vpadljive vzorce po krilih in/ali živobarvne zadke.
Večinoma živijo ob stoječih vodah, kjer se razvijajo nimfe, le redke najdemo ob potokih in rekah. Te so ploščate, rjavo ali sivo obarvane in jih je po telesni zgradbi težko razločiti od ličink lebduhov, plen zalezujejo po dnu. Odrasli največkrat počivajo na konicah stebel obvodnega rastlinja, med letom pogosto jadrajo.

## Ploščci v Sloveniji
Tudi v Sloveniji so ploščci najštevilčnejša družina. Sodoben seznam navaja 21 vrst, ki so bile v novejšem času opažene na ozemlju države:
- opoldanski škrlatec (Crocothemis erythraea)
- mrtvični spreletavec (Leucorrhinia caudalis)
- barjanski spreletavec (Leucorrhinia dubia)
- dristavični spreletavec (Leucorrhinia pectoralis)
- modri ploščec (Libellula depressa)
- črni ploščec (Libellula fulva)
- lisasti ploščec (Libellula quadrimaculata)
- temni modrač (Orthetrum albistylum)
- sinji modrač (Orthetrum brunneum)
- prodni modrač (Orthetrum cancellatum)
- mali modrač (Orthetrum coerulescens)
- temni slaniščar (Selysiothemis nigra)
- črni kamenjak (Sympetrum danae)
- stasiti kamenjak (Sympetrum depressiusculum)
- rumeni kamenjak (Sympetrum flaveolum)
- malinovordeči kamenjak (Sympetrum fonscolombii)
- sredozemski kamenjak (Sympetrum meridionale)
- pasasti kamenjak (Sympetrum pedemontanum)
- krvavordeči kamenjak (Sympetrum sanguineum)
- progasti kamenjak (Sympetrum striolatum)
- navadni kamenjak (Sympetrum vulgatum)